# Маисовые острова (аэропорт)
Международный аэропорт Маисовые острова (исп. Aeropuerto Internacional de Corn Island) (ИАТА: RNI, ИКАО: MNCI) — аэропорт, расположенный на Маисовых островах в автономном регионе Атлантико-Сур, Никарагуа.

## Географическое положение
Аэропорт располагается на острове Большой Маис в 70 километрах от атлантического побережья Никарагуа. Ближайший аэропорт находится в городе Блуфилдс в континентальной части страны.

## История
В 2011 году были озвучены планы по реконструкции аэропорта, основная часть которых завершена к 2013 году. Была отремонтирована взлётно-посадочная полоса, увеличена её длина с 4750 футов (1450 метров) до 6234 футов (1900 метров). Реконструкция также коснулась терминала, где было установлено новое рентген-оборудование, реконструированы офисы миграционной службы и комната выдачи багажа с багажной лентой. На прилегающей территории организована парковка.

## Происшествия
- 10 мая 1982 года вооружённые мужчины захватили самолёт C-46F авиакомпании Aeronica и направили его в Коста-Рику, где запросили политическое убежище. Жертв нет[4].
- 31 января 1998 года гражданин Никарагуа захватил самолёт L-410 авиакомпании Atlantic Airlines во время полёта из Блуфилдс в аэропорт Маисовых островов. На борту находился 21 человек. Угонщик облил пассажира и часть салона самолета бензином и пригрозил поджечь его, если самолет не совершит посадку в Колумбии. Пилоты сказали угонщику, что у них недостаточно топлива, чтобы долететь до Колумбии, и убедили его отправиться в Коста-Рику, где он был арестован местной полицией. Жертв нет[5].

## Маршруты
| Авиакомпания | Пункт назначения |
| ------------ | ---------------- |
| Ла Костена   | Манагуа          |
| Ла Костена   | Блуфилдс         |

## Принимаемые типы ВС
Cessna Grand Caravan, L-410, Ан-26, ATR-42, ATR-72 или более лёгкие. Взлётно-посадочная полоса с аналогичными характеристиками способна принимать и региональные реактивные самолёты на подобии Embraer E-170, однако аэропорт не располагает условиями для обслуживания данных воздушных судов.